# Arturo Cardelús
Arturo Cardelús (Madrid, 27 de diciembre de 1981) es un compositor español de películas y series y  música de concierto, residente en Los Ángeles. 

## Biografía
Cardelús nació en Madrid, España, en 1981.Con 10 años, postrado por una gripe, descubrió un CD de su padre con la VI sinfonía de Beethoven y le fascinó. Estudió en el Conservatorio Superior de Música (Salamanca, España), Real Academia de Música (Londres), Franz Liszt Academia de Música (Budapest), y Berklee Universidad de Música (Boston). Un total de 16 años de formación musical. 
De Bostón marchó a Los Ángeles a orquestar películas. En 2013, atrajo atención nacional por su composición Con Aire de Tango, encargada por los solistas de la Berlín Philharmonic, después de descubrir su música en YouTube. Otras piezas de Cardelús han sido presentadas en salas como el Auditorio Nacionales de Madrid.
En 2012, orquestó la banda sonora para la película El Paperboy.  En 2015, hizo la música de la película italiana Chiamatemi Francesco. También ha trabajado en varias españolas y americanas.
En 2016, Cardelús fue elegido Associate de la Real Academia de Música (ARAM). En 2017, Cardelús compuso la música de In a Heartbeat, un cortometraje que se convirtió en un fenómeno viral.
En 2020 fue galardonado en los Premios de la Música para el Audiovisual Español por la mejor partitura orquestal en Buñuel en el laberinto de las tortugas, película dirigida por Salvador Simó y participada por RTVE, cinta de animación que llegó a estar en la preselección de los Oscar 2020.  
En 2024 trabajaba en la banda sonora de su primera serie española, Terra alta (Movistar+ ), basada en la novela homónima de Javier Cercas 
Fue nominado al Premio Goya 2025 a mejor banda sonora por su trabajo en la película de animación infantil Guardiana de Dragones Dragonkeeper, también de Salvador Simó.  
Cardelús vive y trabaja en Los Ángeles.

## Discografía
- Con Aire de Tango (Naxos Records, 2015)
- Chiamatemi Francesco (RTI, 2015)

## Filmografía seleccionada
- Sol (2011)
- Entorno Un Metring (2012)
- El Paperboy (orquestador) (2012)
- Tangernación (2013)
- 100 Miles (2013)
- Madre Quentina (2014)
- La guerra es bonita (2014)
- Las respuestas (2015)[15]
- Chiamatemi Francesco (2015)
- En un Heartbeat (2017)
- Buñuel en el Laberinto de las Tortugas (2018)
- Kalipay (2019)
- Black Beach (2020)
- Descendants: The Royal Wedding (2021)
- Back to Lyla (2022)
- Dylan and Zoey (2022)
- Los Reyes Magos. La Verdad (2022)
- Semillas (2022)
- Centurion XII (2023)
- Guardiana de Dragones Dragonkeeper. (2024) [14]
- Semillas de Kivu (2024). Corto
- Los cayucos de Kayar (2024) Corto
- La piscina (2024) Corto
- Tierra alta (2025). Serie de Movistar Plus+